# Condecorações militares do Brasil

Brasão de armas das forças armadas do Brasil

As condecorações e medalhas militares do Brasil, são condecorações dadas pelas três forças armadas do país (marinha, exército e aeronáutica) à seus combatentes com o objetivo de premiá-los por alguma ação individual ou serviço prestado que em alguma estância auxiliaram o país em seu desenvolvimento.

## Medalhas

### Medalha por bravura militar
| Divisa ou Barreta                   | Nome                         | Órgão                  | Descrição |
| ----------------------------------- | ---------------------------- | ---------------------- | --- |
| BRA Cruz de Combate - 1a classe.png | Cruz de Combate de 1° classe | Exército Brasileiro    | É oferecida aos militares individualmente, ou a unidades que tenham praticado atos de bravura ou sacrifício nas ações de combate. |
|                                     | Cruz de Combate de 2° classe | Exército Brasileiro    | É oferecida aos militares que tenham participado coletivamente de feitos de excepcional destaque.                                 |
| BRA Cruz Naval.png                  | Cruz Naval                   | Marinha do Brasil      | É oferecida aos militares individualmente, ou a unidades que tenham praticado atos de bravura ou ação além do dever.              |
|                                     | Cruz de Bravura              | Força Aérea Brasileira | É oferecida a militares que em missões de combate tenham se distinguido por ato de bravura além daquele exigível pelo dever.      |

### Medalha por ferimento
| Divisa ou Barreta                | Nome                     | Órgão                                 | Descrição |
| -------------------------------- | ------------------------ | ------------------------------------- | --- |
| BRA Medalha Sangue do Brasil.png | Medalha Sangue do Brasil | Exército Brasileiro Marinha do Brasil | É oferecida aos oficiais, praças, assemelhados e civis, destacados para operações militares oficiais, e que ali tivessem sido feridos. |
|                                  | Cruz de sangue           | Força Aérea Brasileira                | É oferecida a militares e civis que sirvam a Força que desempenhando missões de combate tenham sido feridos em ação.                   |

### Medalhas de guerra para serviço operacional
| Divisa ou Barreta             | Nome                                         | Órgão                  | Descrição |
| ----------------------------- | -------------------------------------------- | ---------------------- | --- |
|                               | Cruz de Campanha                             | Todas as 3 forças      | É oferecida a militares e civis por serviços prestados durante a 1° Guerra Mundial |
|                               | Medalha da Vitória                           | Todas as 3 forças      | É oferecida a militares e civis por serviços prestados durante a 2° Guerra Mundial |
|                               | Medalha de Campanha                          | Exército Brasileiro    | É oferecida aos militares brasileiros, ou de nações aliadas, quando incorporados a forças brasileiras, que tenham participado de operações de guerra sem nota de desabono.                                                       |
|                               | Medalha de Serviços de Guerra com 3 estrelas | Marinha do Brasil      | É oferecida aos militares da marinha brasileira, ou aliadas, ou ainda a oficiais tripulantes da marinha mercante brasileira ou de aliados, por relevantes serviços prestados ao Brasil, em tempos de guerra, no mar ou em terra. |
|                               | Medalha de Serviços de Guerra com 2 estrelas | Marinha do Brasil      | É oferecida aos militares da marinha brasileira, ou aliadas, ou ainda a oficiais tripulantes da marinha mercante brasileira ou de aliados, por relevantes serviços prestados ao Brasil, em tempos de guerra, no mar ou em terra. |
|                               | Medalha de Serviços de Guerra com 1 estrelas | Marinha do Brasil      | É oferecida aos militares da marinha brasileira, ou aliadas, ou ainda a oficiais tripulantes da marinha mercante brasileira ou de aliados, por relevantes serviços prestados ao Brasil, em tempos de guerra, no mar ou em terra. |
| BRA Medalha da FNN (ouro).png | Medalha da Força Naval do Nordeste - Ouro    | Marinha do Brasil      | É oferecida aos militares da marinha brasileira que tenham participado das operações navais no nordeste europeu durante a Segunda Guerra Mundial.                                                                                |
|                               | Medalha da Força Naval do Nordeste - Prata   | Marinha do Brasil      | É oferecida aos militares da marinha brasileira que tenham participado das operações navais no nordeste europeu durante a Segunda Guerra Mundial.                                                                                |
|                               | Medalha da Força Naval do Nordeste - Bronze  | Marinha do Brasil      | É oferecida aos militares da marinha brasileira que tenham participado das operações navais no nordeste europeu durante a Segunda Guerra Mundial.                                                                                |
|                               | Medalha da Força Naval do Sul - Ouro         | Marinha do Brasil      | É oferecida aos militares da marinha brasileira que tenham participado das operações navais no Atlântico Sul durante a Segunda Guerra Mundial.                                                                                   |
|                               | Medalha da Força Naval do Sul - Prata        | Marinha do Brasil      | É oferecida aos militares da marinha brasileira que tenham participado das operações navais no Atlântico Sul durante a Segunda Guerra Mundial.                                                                                   |
|                               | Medalha da Força Naval do Sul - Bronze       | Marinha do Brasil      | É oferecida aos militares da marinha brasileira que tenham participado das operações navais no Atlântico Sul durante a Segunda Guerra Mundial.                                                                                   |
|                               | Medalha da Campanha da Itália                | Força Aérea Brasileira | É oferecida aos militares da força aérea brasileira que tenham participado da campanha da Itália durante a Segunda Guerra Mundial.                                                                                               |
|                               | Cruz de Aviação - Fita A                     | Força Aérea Brasileira | É oferecida aos membros de tripulações de aeronaves que tenham desempenhado missões de guerra com eficiência. Sendo esta destinada aos militares que participaram da campanha da Itália durante a Segunda Guerra Mundial.        |
|                               | Cruz de Aviação - Fita B                     | Força Aérea Brasileira | É oferecida aos membros de tripulações de aeronaves que tenham desempenhado missões de guerra com eficiência. Sendo esta destinada aos militares que participaram de missões no Atlântico Sul durante a Segunda Guerra Mundial.  |

### Medalhas de serviço militar
| Divisa ou Barreta               | Nome                                | Órgão                  | Descrição |
| ------------------------------- | ----------------------------------- | ---------------------- | --- |
|                                 | Medalha Marechal Cordeiro de Farias | Exército Brasileiro    | É oferecida aos membros Escola Superior de Guerra (ESG), os ex-Combatentes, as personalidades nacionais e estrangeiras que se destacaram pelos relevantes serviços e organizações militares e instituições civis, nacionais ou estrangeiras que mereceram a homenagem especial da Escola superior de Guerra. |
|                                 | Medalha Naval de Serviços Distintos | Marinha do Brasil      | É oferecida aos civis e militares brasileiros ou estrangeiros, que prestaram à Marinha do Brasil serviços meritórios. |
|                                 | Medalha do Pacificador              | Exército Brasileiro    | É oferecida aos militares e civis, nacionais ou estrangeiros, que tenham prestado assinalados serviços ao Exército brasileiro, elevando o prestígio da Instituição ou desenvolvendo as relações de amizade entre o Exército Brasileiro e os de outras nações.                                                |
|                                 | Medalha do Mérito Santos Dumont     | Força Aérea Brasileira | É oferecida aos civis e militares, brasileiros ou estrangeiros, por destacados serviços prestados à Força Aérea Brasileira ou em reconhecimento de suas qualidades e valor em relação à aeronáutica. |
|                                 | Medalha Marechal Hermes/Trompowsky  | Todas as 3 forças      | É uma honraria militar que visa "incentivar os desvelos nos estudos e na instrução, premiar e dar relevo ao mérito intelectual de oficiais e praças que hajam distinguido nas Escolas do Exército ou nos concursos para as funções do Magistério Militar"                                                    |
| Medalha do Mérito Tamandaré.png | Medalha Mérito Tamandaré            | Marinha do Brasil      | É oferecida a autoridades, instituições e pessoas civis e militares, brasileiras ou estrangeiras, que tenham prestado relevantes serviços, no sentido de divulgar ou fortalecer as tradições da Marinha do Brasil, honrando seus feitos ou realçando seus vultos históricos.                                 |
|                                 | Medalha Bartolomeu de Gusmão        | Força Aérea Brasileira | É oferecida as personalidades militares e civis brasileiras que tenham prestado relevantes serviços à Força Aérea Brasileira. |
|                                 | Medalha do Serviço Amazônico        | Exército Brasileiro    | É oferecida aos militares do Exército que, por dedicação, abnegação e capacidade profissional estejam prestando ou tenham prestado relevantes serviços em organizações militares do Exército situadas na área Amazônica.                                                                                     |

## Ordens do mérito

### Militar

#### Exército Brasileiro
| Nome e órgão                                | Divisa ou Barreta | Grau           | Descrição |
| ------------------------------------------- | ----------------- | -------------- | --- |
| Ordem do Mérito Militar Exército Brasileiro | Medlaha omm.jpg   | Grã-cruz       | É oferecida a militares, civis e instituições, nacionais ou estrangeiros, que tenham prestado serviços relevantes à nação brasileira, especialmente ao Exército Brasileiro. Dentro do órgão do Exército Brasileiro é considerada a maior condecoração por mérito, tendo em seu maior grau a grã-cruz e em menor o cavaleiro/dama. |
| Ordem do Mérito Militar Exército Brasileiro | Medlaha omm.jpg   | Grande-oficial | É oferecida a militares, civis e instituições, nacionais ou estrangeiros, que tenham prestado serviços relevantes à nação brasileira, especialmente ao Exército Brasileiro. Dentro do órgão do Exército Brasileiro é considerada a maior condecoração por mérito, tendo em seu maior grau a grã-cruz e em menor o cavaleiro/dama. |
| Ordem do Mérito Militar Exército Brasileiro | Medlaha omm.jpg   | Comendador(a)  | É oferecida a militares, civis e instituições, nacionais ou estrangeiros, que tenham prestado serviços relevantes à nação brasileira, especialmente ao Exército Brasileiro. Dentro do órgão do Exército Brasileiro é considerada a maior condecoração por mérito, tendo em seu maior grau a grã-cruz e em menor o cavaleiro/dama. |
| Ordem do Mérito Militar Exército Brasileiro | Medlaha omm.jpg   | Oficial        | É oferecida a militares, civis e instituições, nacionais ou estrangeiros, que tenham prestado serviços relevantes à nação brasileira, especialmente ao Exército Brasileiro. Dentro do órgão do Exército Brasileiro é considerada a maior condecoração por mérito, tendo em seu maior grau a grã-cruz e em menor o cavaleiro/dama. |
| Ordem do Mérito Militar Exército Brasileiro | Medlaha omm.jpg   | Cavaleiro/dama | É oferecida a militares, civis e instituições, nacionais ou estrangeiros, que tenham prestado serviços relevantes à nação brasileira, especialmente ao Exército Brasileiro. Dentro do órgão do Exército Brasileiro é considerada a maior condecoração por mérito, tendo em seu maior grau a grã-cruz e em menor o cavaleiro/dama. |

#### Força Aérea Brasileira
| Nome e órgão                                       | Divisa ou Barreta                            | Grau     | Descrição |
| -------------------------------------------------- | -------------------------------------------- | -------- | --- |
| Ordem do Mérito Aeronáutico Força Aérea Brasileira | BRA Ordem do Mérito Aeronáutico Grã-Cruz.png | Grã-cruz | É oferecida a militares, civis e instituições, nacionais ou estrangeiros, que tenham prestado serviços relevantes à nação brasileira, especialmente a Força Aérea Brasileira. Dentro do órgão da Força Aérea Brasileira é considerada a maior condecoração por mérito, tendo em seu maior grau a grã-cruz e em menor o cavaleiro/dama. |
| Ordem do Mérito Aeronáutico Força Aérea Brasileira | Grande-oficial                               |          | É oferecida a militares, civis e instituições, nacionais ou estrangeiros, que tenham prestado serviços relevantes à nação brasileira, especialmente a Força Aérea Brasileira. Dentro do órgão da Força Aérea Brasileira é considerada a maior condecoração por mérito, tendo em seu maior grau a grã-cruz e em menor o cavaleiro/dama. |
| Ordem do Mérito Aeronáutico Força Aérea Brasileira | Comendador(a)                                |          | É oferecida a militares, civis e instituições, nacionais ou estrangeiros, que tenham prestado serviços relevantes à nação brasileira, especialmente a Força Aérea Brasileira. Dentro do órgão da Força Aérea Brasileira é considerada a maior condecoração por mérito, tendo em seu maior grau a grã-cruz e em menor o cavaleiro/dama. |
| Ordem do Mérito Aeronáutico Força Aérea Brasileira | Oficial                                      |          | É oferecida a militares, civis e instituições, nacionais ou estrangeiros, que tenham prestado serviços relevantes à nação brasileira, especialmente a Força Aérea Brasileira. Dentro do órgão da Força Aérea Brasileira é considerada a maior condecoração por mérito, tendo em seu maior grau a grã-cruz e em menor o cavaleiro/dama. |
| Ordem do Mérito Aeronáutico Força Aérea Brasileira | Cavaleiro/dama                               |          | É oferecida a militares, civis e instituições, nacionais ou estrangeiros, que tenham prestado serviços relevantes à nação brasileira, especialmente a Força Aérea Brasileira. Dentro do órgão da Força Aérea Brasileira é considerada a maior condecoração por mérito, tendo em seu maior grau a grã-cruz e em menor o cavaleiro/dama. |

#### Marinha do Brasil
| Nome e órgão                            | Divisa ou Barreta | Grau     | Descrição |
| --------------------------------------- | ----------------- | -------- | --- |
| Ordem do Mérito Naval Marinha do Brasil |                   | Grã-cruz | É oferecida a militares, civis e instituições, nacionais ou estrangeiros, que tenham prestado serviços relevantes à nação brasileira, especialmente a Marinha do Brasil. Dentro do órgão da Marinha do Brasil é considerada a maior condecoração por mérito, tendo em seu maior grau a grã-cruz e em menor o cavaleiro/dama. |
| Ordem do Mérito Naval Marinha do Brasil | Grande-oficial    |          | É oferecida a militares, civis e instituições, nacionais ou estrangeiros, que tenham prestado serviços relevantes à nação brasileira, especialmente a Marinha do Brasil. Dentro do órgão da Marinha do Brasil é considerada a maior condecoração por mérito, tendo em seu maior grau a grã-cruz e em menor o cavaleiro/dama. |
| Ordem do Mérito Naval Marinha do Brasil | Comendador(a)     |          | É oferecida a militares, civis e instituições, nacionais ou estrangeiros, que tenham prestado serviços relevantes à nação brasileira, especialmente a Marinha do Brasil. Dentro do órgão da Marinha do Brasil é considerada a maior condecoração por mérito, tendo em seu maior grau a grã-cruz e em menor o cavaleiro/dama. |
| Ordem do Mérito Naval Marinha do Brasil | Oficial           |          | É oferecida a militares, civis e instituições, nacionais ou estrangeiros, que tenham prestado serviços relevantes à nação brasileira, especialmente a Marinha do Brasil. Dentro do órgão da Marinha do Brasil é considerada a maior condecoração por mérito, tendo em seu maior grau a grã-cruz e em menor o cavaleiro/dama. |
| Ordem do Mérito Naval Marinha do Brasil | Cavaleiro/dama    |          | É oferecida a militares, civis e instituições, nacionais ou estrangeiros, que tenham prestado serviços relevantes à nação brasileira, especialmente a Marinha do Brasil. Dentro do órgão da Marinha do Brasil é considerada a maior condecoração por mérito, tendo em seu maior grau a grã-cruz e em menor o cavaleiro/dama. |

### Defesa
| Nome e órgão                                       | Divisa ou Barreta                                             | Grau           | Descrição |
| -------------------------------------------------- | ------------------------------------------------------------- | -------------- | --- |
| Ordem do Mérito da Defesa Forças Armadas do Brasil |                                                               | Grã-cruz       | É oferecida personalidades civis e militares, brasileiras ou estrangeiras, que prestarem relevantes serviços às Forças Armadas. |
| Ordem do Mérito da Defesa Forças Armadas do Brasil | Grande-oficial                                                |                | É oferecida personalidades civis e militares, brasileiras ou estrangeiras, que prestarem relevantes serviços às Forças Armadas. |
| Ordem do Mérito da Defesa Forças Armadas do Brasil | Comendador(a)                                                 |                | É oferecida personalidades civis e militares, brasileiras ou estrangeiras, que prestarem relevantes serviços às Forças Armadas. |
| Ordem do Mérito da Defesa Forças Armadas do Brasil | Oficial                                                       |                | É oferecida personalidades civis e militares, brasileiras ou estrangeiras, que prestarem relevantes serviços às Forças Armadas. |
| Ordem do Mérito da Defesa Forças Armadas do Brasil | Order of Merit for Defence - Knight (Brazil) - ribbon bar.png | Cavaleiro/dama | É oferecida personalidades civis e militares, brasileiras ou estrangeiras, que prestarem relevantes serviços às Forças Armadas. |

### Judiciário Militar
| Nome e órgão                                                 | Divisa ou Barreta                      | Grau           | Descrição |
| ------------------------------------------------------------ | -------------------------------------- | -------------- | --- |
| Ordem do Mérito Judiciário Militar Superior Tribunal Militar | Ordem do mérito judiciario militar.png | Grã-cruz       | É oferecida integrantes da Justiça Militar da União que tenham se destacado no desempenho de suas atribuições e não tenham recebido quaisquer punições; a Magistrados, Juristas, integrantes do Ministério Público, da Defensoria Pública da União, da Advocacia-Geral da União, das Forças Armadas e de outras Instituições. |
| Ordem do Mérito Judiciário Militar Superior Tribunal Militar | Ordem do mérito judiciario militar.png | Grande-oficial | É oferecida integrantes da Justiça Militar da União que tenham se destacado no desempenho de suas atribuições e não tenham recebido quaisquer punições; a Magistrados, Juristas, integrantes do Ministério Público, da Defensoria Pública da União, da Advocacia-Geral da União, das Forças Armadas e de outras Instituições. |
| Ordem do Mérito Judiciário Militar Superior Tribunal Militar | Ordem do mérito judiciario militar.png | Comendador(a)  | É oferecida integrantes da Justiça Militar da União que tenham se destacado no desempenho de suas atribuições e não tenham recebido quaisquer punições; a Magistrados, Juristas, integrantes do Ministério Público, da Defensoria Pública da União, da Advocacia-Geral da União, das Forças Armadas e de outras Instituições. |
| Ordem do Mérito Judiciário Militar Superior Tribunal Militar | Ordem do mérito judiciario militar.png | Oficial        | É oferecida integrantes da Justiça Militar da União que tenham se destacado no desempenho de suas atribuições e não tenham recebido quaisquer punições; a Magistrados, Juristas, integrantes do Ministério Público, da Defensoria Pública da União, da Advocacia-Geral da União, das Forças Armadas e de outras Instituições. |
| Ordem do Mérito Judiciário Militar Superior Tribunal Militar | Ordem do mérito judiciario militar.png | Cavaleiro/dama | É oferecida integrantes da Justiça Militar da União que tenham se destacado no desempenho de suas atribuições e não tenham recebido quaisquer punições; a Magistrados, Juristas, integrantes do Ministério Público, da Defensoria Pública da União, da Advocacia-Geral da União, das Forças Armadas e de outras Instituições. |

### Ministério da Justiça
| Nome e órgão                                                   | Grau           | Descrição |
| -------------------------------------------------------------- | -------------- | --- |
| Ordem do Mérito do Ministério da Justiça Ministério da Justiça | Grã-cruz       | É oferecida aqueles que tenham prestado notáveis serviços ao Ministério da Justiça ou aos órgãos a ele vinculados, em âmbito nacional ou internacional. |
| Ordem do Mérito do Ministério da Justiça Ministério da Justiça | Grande-oficial | É oferecida aqueles que tenham prestado notáveis serviços ao Ministério da Justiça ou aos órgãos a ele vinculados, em âmbito nacional ou internacional. |
| Ordem do Mérito do Ministério da Justiça Ministério da Justiça | Comendador(a)  | É oferecida aqueles que tenham prestado notáveis serviços ao Ministério da Justiça ou aos órgãos a ele vinculados, em âmbito nacional ou internacional. |
| Ordem do Mérito do Ministério da Justiça Ministério da Justiça | Oficial        | É oferecida aqueles que tenham prestado notáveis serviços ao Ministério da Justiça ou aos órgãos a ele vinculados, em âmbito nacional ou internacional. |
| Ordem do Mérito do Ministério da Justiça Ministério da Justiça | Cavaleiro/dama | É oferecida aqueles que tenham prestado notáveis serviços ao Ministério da Justiça ou aos órgãos a ele vinculados, em âmbito nacional ou internacional. |

### Ministério Público
| Nome e órgão                                                  | Grau           | Descrição |
| ------------------------------------------------------------- | -------------- | --- |
| Ordem do Mérito Ministério Público Militar Ministério Público | Grã-cruz       | É oferecida Membros do Ministério Público da União que tenham prestado bons serviços no desempenho de suas atribuições; Magistrados e Juristas, integrantes dos Ministérios Públicos Estaduais, Defensoria Pública da União e dos Estados, da Ordem dos Advogados do Brasil, da Advocacia-Geral da União e das Forças Armadas que, pelos serviços prestados, se tenham tornado credores de homenagem do Ministério Público Militar; autoridades e cidadãos, brasileiros e estrangeiros, que hajam prestado reconhecidos serviços ao Ministério Público Militar ou lhe demonstrado excepcional apreço. |
| Ordem do Mérito Ministério Público Militar Ministério Público | Grande-oficial | É oferecida Membros do Ministério Público da União que tenham prestado bons serviços no desempenho de suas atribuições; Magistrados e Juristas, integrantes dos Ministérios Públicos Estaduais, Defensoria Pública da União e dos Estados, da Ordem dos Advogados do Brasil, da Advocacia-Geral da União e das Forças Armadas que, pelos serviços prestados, se tenham tornado credores de homenagem do Ministério Público Militar; autoridades e cidadãos, brasileiros e estrangeiros, que hajam prestado reconhecidos serviços ao Ministério Público Militar ou lhe demonstrado excepcional apreço. |
| Ordem do Mérito Ministério Público Militar Ministério Público | Comendador(a)  | É oferecida Membros do Ministério Público da União que tenham prestado bons serviços no desempenho de suas atribuições; Magistrados e Juristas, integrantes dos Ministérios Públicos Estaduais, Defensoria Pública da União e dos Estados, da Ordem dos Advogados do Brasil, da Advocacia-Geral da União e das Forças Armadas que, pelos serviços prestados, se tenham tornado credores de homenagem do Ministério Público Militar; autoridades e cidadãos, brasileiros e estrangeiros, que hajam prestado reconhecidos serviços ao Ministério Público Militar ou lhe demonstrado excepcional apreço. |
| Ordem do Mérito Ministério Público Militar Ministério Público | Oficial        | É oferecida Membros do Ministério Público da União que tenham prestado bons serviços no desempenho de suas atribuições; Magistrados e Juristas, integrantes dos Ministérios Públicos Estaduais, Defensoria Pública da União e dos Estados, da Ordem dos Advogados do Brasil, da Advocacia-Geral da União e das Forças Armadas que, pelos serviços prestados, se tenham tornado credores de homenagem do Ministério Público Militar; autoridades e cidadãos, brasileiros e estrangeiros, que hajam prestado reconhecidos serviços ao Ministério Público Militar ou lhe demonstrado excepcional apreço. |
| Ordem do Mérito Ministério Público Militar Ministério Público | Cavaleiro/dama | É oferecida Membros do Ministério Público da União que tenham prestado bons serviços no desempenho de suas atribuições; Magistrados e Juristas, integrantes dos Ministérios Públicos Estaduais, Defensoria Pública da União e dos Estados, da Ordem dos Advogados do Brasil, da Advocacia-Geral da União e das Forças Armadas que, pelos serviços prestados, se tenham tornado credores de homenagem do Ministério Público Militar; autoridades e cidadãos, brasileiros e estrangeiros, que hajam prestado reconhecidos serviços ao Ministério Público Militar ou lhe demonstrado excepcional apreço. |